# Swekomani
Swekomani – nurt kulturalny i polityczny w drugiej połowie XIX wieku w autonomicznej Finlandii wchodzącej w skład Imperium Rosyjskiego.
Swekomani byli zwolennikami utrzymania dominacji języka szwedzkiego, w imię jego rzekomej wyższości historycznej i kulturowej nad językiem fińskim, przeciwstawiając się tym samym poglądom fennomanów dążących do zwiększenia roli języka fińskiego; mimo to w sprawach politycznych oba ruchy często współpracowały ze sobą, popierając dążenia do wzmocnienia roli fińskiego parlamentu i broniąc autonomii Finlandii przed carską polityką rusyfikacyjną. W 1906 założyli liberalną Szwedzką Partię Ludową.